# Wilhelm Hemecker
Wilhelm Wolfgang Hemecker (* 5. Mai 1955) ist ein österreichischer Literaturwissenschaftler und seit 2005 Direktor des Ludwig Boltzmann Instituts für Geschichte und Theorie der Biographie in Wien.

## Werdegang
Nach seinem Studium erhielt Hemecker von 1985 bis 1987 ein Doktoratsstipendium von der Pro Scientia-Stiftung, Österreich. Ab 1988 war er für zwei Jahre  Wissenschaftlicher Mitarbeiter der Forschungsstelle und des Dokumentationszentrums für Österreichische Philosophie an der Universität Graz.
Ab 1990 war er Postdoctoral Research Fellow am German Historical Institute, London (Stipendiat der VolkswagenStiftung, Deutschland). Zugleich war er 1990 bis 1993 als wissenschaftlicher Mitarbeiter der  Handschriftenabteilung am Deutschen Literaturarchiv im Schiller-Nationalmuseum, Marbach tätig. Von 1994 bis 1996 war er an der Universität Wien Assistent am Institut für Germanistik und anschließend 1997 bis 2004 wissenschaftlicher Mitarbeiter des Literaturarchivs an der Österreichischen Nationalbibliothek Wien.
Seit 2012 wirkt Hemecker als Univ.-Professor für Geschichte und Theorie der Biographie an der Universität Wien, Institut für Europäische und Vergleichende Sprach- und Literaturwissenschaft.
Hemecker war Kurator von Ausstellungen u. a. über Rainer Maria Rilke und Mechtilde Lichnowsky sowie kleineren über Paul Celan, Arthur Schnitzler und Stefan Zweig, gehört dem Vorstand diverser Gesellschaften, so der Internationalen Rilke-Gesellschaft (2000–2016), dem Internationalen Kolleg Morphomata (seit 2015)  und der europäischen Sektion der International Auto/Biography Association (IABA Europe, seit 2009), an und ist als Gutachter tätig. Forschungsaufenthalte führten ihn unter anderem nach Harvard, Cambridge, an die UCLA, die Universität St. Petersburg, das German Historical Institute, London und das Rockefeller Study Center Bellagio.  Außerdem war er Juror für den Manès Sperber-Preis und den Österreichischen Staatspreis für Wissenschaftspublizistik. 
Er forscht vorwiegend in folgenden Bereichen: Literatur von 1780 bis zur Gegenwart, Wiener Moderne (interdisziplinär), Lyrik und Theorie der Lyrik, Theorie und Geschichte der Biographie, Geschichte der Psychoanalyse, Memoria, Manuskriptologie, Archive.

## Veröffentlichungen (Auswahl)
- Bernhard Fetz, Wilhelm Hemecker (Hrsg.): Theorie der Biographie. Grundlagentexte und Kommentar. De Gruyter, Berlin u. a. 2011, ISBN 978-3-11-023762-7 (De-Gruyter-Studium; Inhaltsverzeichnis).